# Економіка українського Полісся
Економіка українського Полісся як української частини історико-етнографічної області.

## Загальні відомості
Українське Полісся має досить вигідне географічне положення вздовж північного кордону держави. На півдні Полісся межує з Карпатським, Подільським, Центральним та Східним районами. Через цей регіон проходять транспортні артерії, що з'єднують Україну з Білоруссю, частково — з Росією та Західною Європою. Таким чином, Поліський район є сполучною ланкою, з одного боку, між Україною та Білоруссю, Польщею, країнами Північної Європи та Балтії, а з іншого, — між Росією та Західною Європою. Стратегічне положення району дає змогу активно залучати Полісся не тільки до розвитку міжрегіональних внутрішньоукраїнських зв'язків, але й до торговельних та виробничих взаємовідносин України з іншими державами, створення вільних економічних зон, розбудови міжнародної системи торгівлі, транспорту та зв'язку, створення зон міжрегіонального та міждержавного співробітництва.
Головними умовами, які визначили специфічні риси сучасного виробничого потенціалу Полісся, виступають, по-перше, особлива структура природно-ресурсного потенціалу, у якій домінує частка сільськогосподарських ресурсів, по-друге, довготривала аграрно-промислова спеціалізація господарства регіону. У 90 -і роки в промисловості, а особливо, у сільському господарстві відбулося суттєве моральне та фізичне старіння основних фондів. У багатьох галузях фактично припинилось нарощування та оновлення виробничих потужностей. Особливої шкоди при цьому завдано галузям спеціалізації економічного району — легкій промисловості, машинобудуванню, сільськогосподарському виробництву тощо. Неналежним чином використовується виробничий потенціал, сконцентрований у зоні радіоактивного забруднення. Особливо це стосується підприємств агропромислового комплексу.
У територіальній структурі суспільного виробництва (за виробництвом валової доданої вартості в розрахунку на душу населення) найкращими показниками характеризується Чернігівська, найгіршими — Волинська область. У внутрішньорайонній територіальній структурі виробництва ВДВ у 2001 р. також домінуючою є Чернігівська, найменшою — Волинська область.
Аналіз галузевої структури валової доданої вартості свідчить, що господарський комплекс Полісся у порівнянні з Україною відрізняється більшою часткою сільського господарства та відносно меншою питомою вагою промисловості, транспорту й зв'язку, будівництва, житлово-комунального господарства, сфери послуг. Для збалансування територіально-господарських пропорцій пріоритетами структурної політики мають стати саме ці галузі господарства при збереженні загальної агропромислової орієнтації регіональної економіки Полісся. Підвищення рівня промислового розвитку та поліпшення якості і збільшення обсягу послуг інфраструктурних галузей сприятимуть ефективній зайнятості трудових ресурсів Полісся. З точки зору територіальних господарських пропорцій пріоритетне значення має повніше й прискорене залучення в суспільне виробництво потенціалу Волинської та Чернігівської областей, поглиблення спеціалізації Рівненської області на традиційному аграрно-промисловому виробництві, включаючи продукцію харчової та легкої промисловості.

## Енергетика
Враховуючи притаманний району дефіцит енергоносіїв, енергетичну базу району складають, поряд із власними (вугілля кам'яне й буре, газ, нафта та торф, дрова), завезені з інших територій та з-за кордону енергетичні ресурси. Основними ринками збуту продукції промислового та сільськогосподарського комплексів Полісся є власне внутрішній, а також ринки інших економічних районів України, на які надходить продукція машинобудування, харчової та легкої промисловості, будівельні матеріали тощо. Продукція паливної промисловості, однак, споживається в основному в межах району.
Спеціалізацію промислового комплексу району виявляє порівняння галузевої структури товарної продукції промисловості України і Полісся. Так, якщо у загальноукраїнській структурі промислової продукції домінує продукція паливно-енергетичного та металургійного комплексу (у сукупності 47,5% від загальної продукції), то для Полісся переважаючою є продукція переробних галузей (харчової та легкої промисловості разом).
Питома вага продукції паливно-енергетичного комплексу та металургії загалом становить у Поліссі лише 26,6%, причому остання практично не представлена (1,2%), хоча паливна промисловість та енергетика перевищують загальноукраїнський показник. Частка продукції основної галузі виробництва — харчової і переробної промисловості для Поліського району перевищує 37% при середньоукраїнському показнику — 19,1%. Іншими галузями спеціалізації району є деревообробна та целюлозно-паперова, легка і промисловість будівельних матеріалів

## Промислове виробництво
Аналіз динаміки виробництва промислової продукції в Україні та Поліському районі за 1990–2002 рр. в цілому показує, що в основному тенденції спаду промислового виробництва в Поліському економічному районі відповідають загальноукраїнським. Однак, негативною ознакою для регіону було значніше, ніж у країні в цілому, скорочення обсягів промислового виробництва до піку кризового періоду 90-х років. Тенденції відставання простежувалися в районі і в період стабілізації промислового виробництва (1998–2000 рр.). Як уже відзначалось, спільними для всіх областей Полісся галузями промислової спеціалізації є легка та харчова промисловість, машинобудування та металообробка, а також лісова, деревообробна та целюлозно-паперова галузь; будівельна індустрія. Крім перелічених, галузями спеціалізації є: в Рівненській області — електроенергетика, хімічна та нафтохімічна промисловість, у Волинській та у Чернігівській — паливна галузь, які й визначають місце Полісся у міжрегіональному поділі праці в Україні.
Основні промислові підприємства району використовують місцеві сировинні ресурси, хоча окремі виробництва (у легкій, хімічній та нафтохімічній промисловості, в енергетиці) використовують й сировинні матеріали й напівфабрикати, що надходять з інших регіонів.

## Сільське господарство
Провідну роль в економіці району традиційно відіграє сільське господарство, харчова та легка промисловість, виробництво засобів виробництва для комплексу.
Враховуючи специфіку природно-кліматичних умов, сільське господарство Полісся спеціалізується на скотарстві молочно-м'ясного напряму, свинарстві, вирощуванні картоплі, льону, зерна, цукрових буряків, овочів, ягід, плодів, культурних грибів та консервів з них, розвинуте птахівництво. Навколо промислових центрів району сільське господарство розвивається за приміським типом. У структурі посівних площ сільськогосподарських культур Полісся, як і в Україні, домінують зернові культури (у 2002 р. — 50,2% посівних площ району і 55,8% в Україні). Тут виробляється 9,1% від загальноукраїнського виробництва зерна, 13,1% цукрових буряків, 24,1% картоплі, 10,1% овочів, 13,3% м'яса, 16,5% молока, 11,1% яєць.
У Поліссі профільними галузями АПК є м'ясо-молочна, масло-сироробна, консервна, борошномельна]], цукрова, спиртова, кондитерська, тютюнова. Помітне, в тому числі, експортне значення мають крохмальна, комбікормова, плодоовочева галузі, виробництво горілчаних, слабоалкогольних (у тому числі пива) та безалкогольних напоїв, мінеральних вод. Випуск продовольчих товарів у районі в 2002 році становив: борошна — 7,9% від усього обсягу продукції в Україні, цукру-піску — 14,6%, 5,3% продукції з незбираного молока, 22,1% тваринного масла, 16,3% жирних сирів та 12,6% плодоовочевих, м'ясних та молочних консервів.
Економічна криза останнього десятиріччя, разом з наслідками аварії на ЧАЕС, призвела до значного зниження як розмірів сільськогосподарського виробництва, так і обсягів вироблення продукції харчової промисловості. За роки державності темпи зміни обсягів виробництва в економічному районі і в країні демонстрували схожі тенденції, однак треба мати на увазі, що зменшення обсягів товарної продукції АПК болючіше вдарило по економіці району, аніж по країні в цілому, враховуючи саме аграрно-промислову спеціалізацію Полісся.

## Транспортне сполучення
Розташування району з точки зору розміщення транспортних комунікацій вигідно виділяє Полісся серед інших регіонів країни. Через його територію проходять важливі залізничні та автотранспортні шляхи, в тому числі транспортні коридори міжнародного значення напрямів Росія — Україна — Польща та Україна — Білорусь. Важливими вузловими транспортними центрами є Бахмач, Житомир, Чернігів, Коростень, Луцьк, Рівне. Електрифікованими є залізниці напрямів Київ — Коростень та Київ — Ніжин — Конотоп, Ніжин — Чернігів. Головним водним шляхом району є р. Десна. Судноплавні ділянки мають р. Стир та р. Горинь, Київське водоймище. Експлуатаційна довжина залізничних колій загального користування району сягає 3191 км, довжина автомобільних шляхів загального користування з твердим покриттям — 25,8 тис. км, причому як щільність залізничних колій, так і густота автомобільних доріг у Поліссі є меншою за середньоукраїнський показник, що об'єктивно пояснюється меншою господарською освоєністю економічного району.
Частка відправлення вантажів автотранспортних підприємств Полісся становить 7,3% від загальнодержавного рівня (в абсолютному вимірі згаданий показник становить 68,7 тис. т), що явно є недостатнім, особливо для Східного Полісся, враховуючи виключно сприятливе, з точки зору розміщення транспортних артерій та вузлів, розташування території району.
Роль транспортних вузлів економічного району в його господарстві та в Україні в цілому має зростати за рахунок розширення економічних зв'язків з країнами далекого та ближнього зарубіжжя. В перспективі прикордонні області району, зокрема Волинь і Чернігівщина, мають стати центрами міжрегіонального та міжнародного співробітництва у прикордонних регіонах Україна — Білорусь — Польща та Україна — Росія — Білорусь відповідно. У зв'язку з цим збільшенню обсягів товарно-транспортних потоків через Поліський район повинно сприяти створення на його території та ефективніше функціонування наявних пріоритетних економічних зон, зокрема торговельної та складської спеціалізації, а також зон безмитного перетину державного кордону України.
Рівень соціального розвитку Поліського економічного району помітно відстає від середньоукраїнського. Доходи населення району, в тому числі заробітна плата працівників усіх сфер економіки, залишаються нижчими, ніж у країні в цілому. Рівень грошових доходів населення регіону становить всього 6,3% від середнього для країни. Волинська та Рівненська області характеризуються порівняно меншою, ніж інші території району, забезпеченістю житлом.

## Відеоматеріали
- С.Гуменюк: Ми робимо с Полісся пустелю!  [Архівовано 4 квітня 2016 у Wayback Machine.]